# Kazimierz Świątek

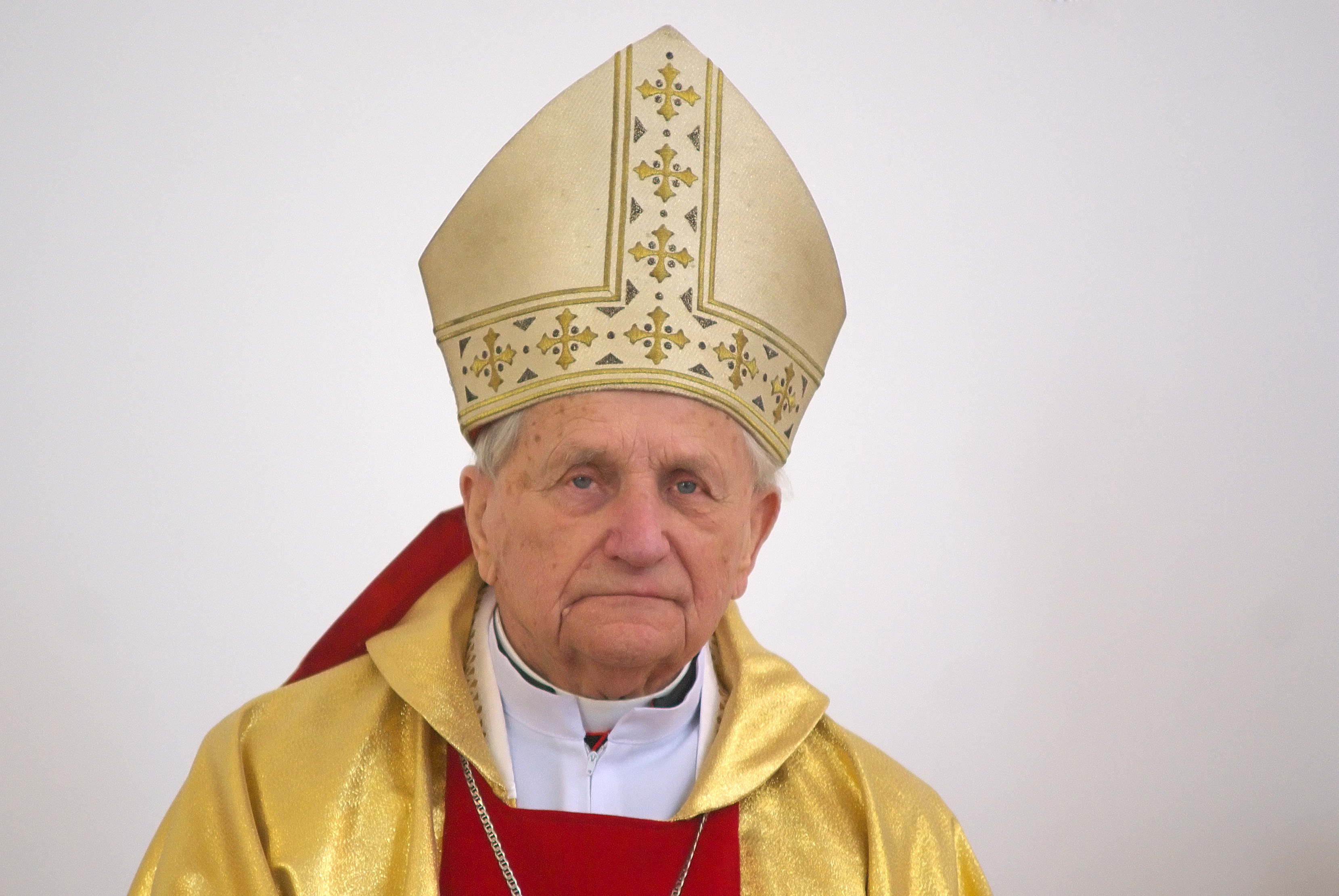
Kazimierz kardinál Świątek

Kazimierz kardinál Świątek (21. října 1914 Valga, Estonsko – 21. července 2011 Pinsk) byl římskokatolický kněz, arcibiskup-metropolita Minsko-mohylevské arcidiecéze v Bělorusku, kardinál.

## Mládí a kněžství
Narodil se v polské rodině ve městě Valga v Estonsku. Ve věku tří let se roku 1917 ocitl s rodinou ve vyhnanství na Sibiři, odkud se vrátil roku 1922. Jeho otec mezitím roku 1920 padl při obraně Vilniusu proti bolševické armádě. Roku 1932 vstoupil do semináře v Pinsku, kněžské svěcení přijal tamtéž 8. dubna 1939 a pracoval v pastoraci ve farnosti Prużana na území dnešního Běloruska. 21. dubna 1941 byl zatčen sovětskou státní bezpečností NKVD, uvězněn v Brestu a odsouzen k smrti. V důsledku vpádu německých vojsk na území Sovětského svazu však nedošlo k vykonání rozsudku a mladý kněz dostal svobodu. Vrátil se zpět do pastorace na své původní místo, kde působil do 18. prosince 1944, kdy se vrátila Rudá armáda. Tehdy byl znovu uvězněn, tentokrát v Minsku, kde byl 21. července 1945 odsouzen k deseti letům nucených prací na Sibiři a pěti letům ztráty občanských práv. Propuštěn byl 16. června 1954, kdy se opět vrátil do farní pastorace. Během období perestrojky ve druhé polovině osmdesátých let 20. století se zapojil do činnosti obnovovaných spolků Poláků žijících v Bělorusku.

## Biskup a kardinál
Na konci roku 1989 ho papež Jan Pavel II. jmenoval biskupem a apoštolským administrátorem v Bělorusku, v roce 1991 se stal arcibiskupem diecézí Minsku-Mohileva a potom apoštolským administrátorem Pinsku. Obě diecéze se po rozpadu Sovětského svazu staly součástí Běloruska. Jan Pavel II. jej roku 1994 jmenoval kardinálem. Rezignaci na výkon funkce arcibiskupa podal v roce 2006, kdy se dočasným administrátorem diecéze stal dosavadní pomocný biskup Minsku Antoni Dziemianko.